# تریپانوزوم
مَته‌تن‌ها یا تریپانوزوم‌ها (نام علمی: Trypanosoma) نام یک سرده از برون‌کافتگان است.

## ریخت‌شناسی
تریپانوزوم‌ها تک یاخته‌هایی کوچک، متحرک و دوکی‌شکل هستند که از قسمت‌های جانبی بدن پهن شده‌اند. بدن کشیده و پیچ و خم دار آنها در قسمت قدامی باریک و در انتهاب خلفی پهن و کند است. تاژک که در یک غشاء سیتوپلاسمی قرار گرفته پس از طی حاشیه غشاء مواج که خود در قسمت مقعر انگل قرار گرفته از بخش قدامی انگل خارج می‌شود. یک هسته بزرگ و بیضی شکل با کاریوزوم مرکزی، در قسمت میانی انگل قرار دارد. نزدیک به انتهای خلفی انگل کینتوپلاست (جنبش‌دیسه) قرار دارد که مرکب از رشته‌های دی‌ان‌ای، در درون ماده‌ای از میتوکندری می‌باشد.

## تریپانوزوم‌‌های انگل انسان
سه گونه از تریپانوزوم‌ها که برای انسان بیماریزا هستند عبارتند از:
- تریپانوزوم بروسه‌ای گامبیانسه در افریقا
- تریپانوزوم بروسه‌ای رودزینسه در آفریقا
- تریپانوزوم کروزی در آمریکا